# 153rd Airlift Wing

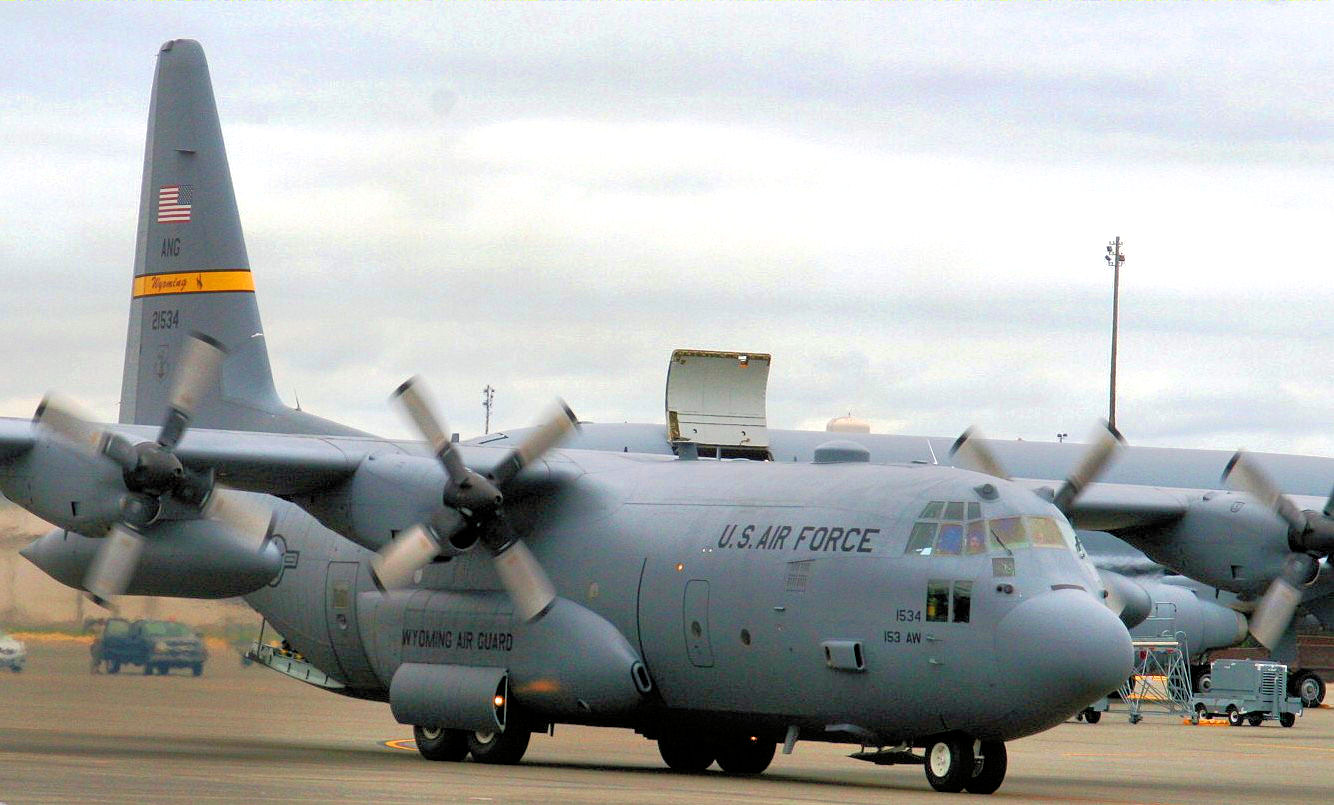
C-130H dello Stormo

Il 153rd Airlift Wing è uno Stormo da trasporto della Wyoming Air National Guard. Riporta direttamente all'Air Mobility Command quando attivato per il servizio federale. Il suo quartier generale è situato presso la Cheyenne Air National Guard Base, Wyoming.

## Organizzazione
Attualmente, al settembre 2017, esso controlla:
- 153rd Operations Group
  - 153rd Operations Support Flight
  -  187th Airlift Squadron - Equipaggiato con C-130H
  - 187th Aeromedical Evacuation Squadron
  - 243rd Air Traffic Control Squadron
- 153rd Maintenance Group
  - 153rd Aircraft Maintenance Squadron
  - 153rd Maintenance Squadron
  - 153rd Maintenance Operations Flight
- 153rd Mission Support Group
  - 153rd Civil Engineer Squadron
  - 153rd Command and Control Squadron
  - 153rd Force Support Squadron
  - 153rd Logistics Readiness Squadron
  - 153rd Security Forces Squadron
  - 153rd Communications Flight
- 153rd Medical Group
- 153rd Comptroller Flight